# Тарск (Томская область)
Тарск — деревня в Парабельском районе Томской области России. Входит в состав Старицинского сельского поселения.

## География
Деревня находится в центральной части Томской области, на левом берегу реки Парабели, на расстоянии примерно 68 километров (по прямой) к юго-западу от села Парабель, административного центра района. Абсолютная высота — 68 метров над уровнем моря.
Климат
Климат характеризуется как континентальный, с тёплым коротким лесом и морозной и продолжительной зимой.
Часовой пояс
Деревня Тарск, как и вся Томская область, находится в часовой зоне МСК+4. Смещение применяемого времени относительно UTC составляет +7:00.

## История
Согласно Закону Томской области от 12 ноября 2004 года № 241-ОЗ «О наделении статусом муниципального района, сельского поселения и установлении границ муниципальных образований на территории Томского района» деревня вошла в состав образованного Старицинского сельского поселения.

## Население
| 2002 | 2010 | 2012 | 2013 | 2014 | 2015 | 2021 |
| ---- | ---- | ---- | ---- | ---- | ---- | ---- |
| 202  | ↘121 | ↗124 | ↘119 | ↘114 | ↘111 | ↘61  |

Половой состав
По данным Всероссийской переписи населения 2010 года в гендерной структуре населения мужчины составляли 52,1 %, женщины — соответственно 47,9 %.
Национальный состав
Согласно результатам переписи 2002 года, в национальной структуре населения русские составляли 89 %.

## Инфраструктура
Функционируют библиотечный досуговый центр, медпункт, магазин и леспромхоз.

## Улицы
Уличная сеть деревни состоит из шести улиц.